# Перелешинський
Перелешинський (рос. Перелёшинский) — робітниче селище у Панінському районі Воронезької області Російської Федерації.
Населення становить 2663 особи. Входить до складу муніципального утворення Перелешинское міське поселення.

## Історія
Населений пункт розташований у історичному регіоні Чорнозем'я. Від 1928 року належить до Панінського району, спочатку в складі Центрально-Чорноземної області, а від 1934 року — Воронезької області.
Згідно із законом від 15 жовтня 2004 року входить до складу муніципального утворення Перелешинское міське поселення.

## Населення
| 2002  | 2005  | 2009  | 2010  | 2012  | 2013  | 2014  |
| ----- | ----- | ----- | ----- | ----- | ----- | ----- |
| 3303  | ↘725  | ↗2619 | ↗3122 | ↘2995 | ↘2910 | ↘2853 |
| 2015  | 2016  | 2017  | 2018  |       |       |       |
| ↘2797 | ↘2756 | ↘2705 | ↘2663 |       |       |       |